# Palmiro Togliatti

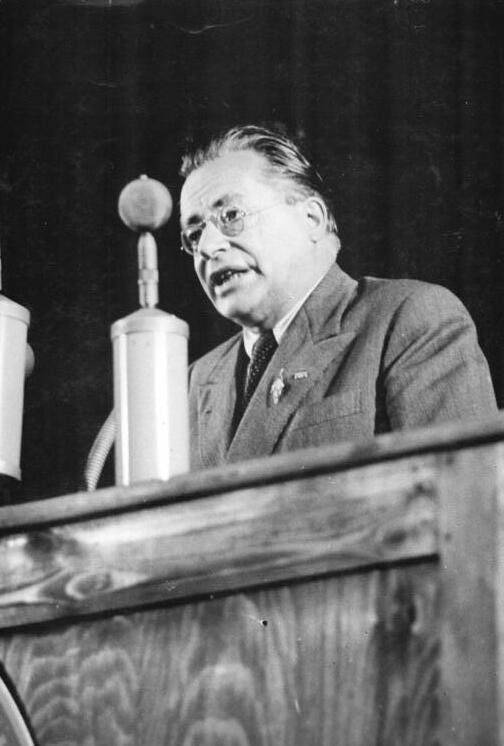
Palmiro Togliatti als Gastredner auf dem III. Parteitag der SED, Berlin 1950

Palmiro Togliatti ([palˈmiːro toʎˈʎatti] ⓘ; * 26. März 1893 in Genua; † 21. August 1964 in Jalta) war ein italienischer Politiker. Von 1947 bis 1964 war er Generalsekretär der Kommunistischen Partei Italiens (PCI) und ein führender Vertreter des italienischen Kommunismus.

## Leben

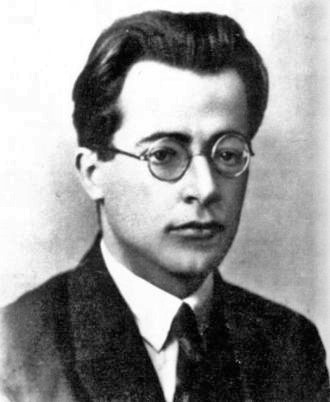
Togliatti in den 1920er-Jahren

Togliatti absolvierte ein Studium der Rechtswissenschaft in Turin. Er begann sein politisches Leben in der Sozialistischen Partei Italiens vor dem Ersten Weltkrieg. Nach dem Krieg, an dem er als Offizier teilnahm, wurde er 1920 Parteisekretär in Turin und gehörte der Gruppe um L’Ordine Nuovo in Turin an.
Er war 1921 ein Gründungsmitglied des PCI. Bereits seit 1922 gehörte Togliatti dem Zentralkomitee an und veröffentlichte bis 1926 unter dem Pseudonym Ercole Ercoli antifaschistische Propaganda. 1923 und 1925 geriet er im faschistischen Regime von Benito Mussolini in Haft. 1926 emigrierte er nach Deutschland, später in die UdSSR. Dort übernahm er eine führende Rolle in der Komintern, wurde auf dem VII. Kongress 1935 Befürworter der Volksfrontpolitik Stalins und nahm zwischen 1937 und 1939 als Angehöriger des Garibaldi-Bataillons am Spanischen Bürgerkrieg teil. Nachdem Generalsekretär Gramsci verhaftet worden war, rückte er bis zu seinem Tode zur Führungsfigur der PCI auf, deren Generalsekretär er ab 1947 war.
Die 1930er Jahre und den Großteil des Zweiten Weltkrieges verbrachte Togliatti im Exil, unter anderem in Ufa. Im März 1944 kehrte er nach Italien zurück. Unter seiner Leitung unternahm der von ihm wiedergegründete PCI die Wende von Salerno. Der PCI sollte sich als „Partei neuen Typs“ von der Kader- zur Massenpartei wandeln. Togliatti strebte mit den Sozialisten eine Volksfront an, um auf parlamentarischem Weg Staat und Gesellschaft zu revolutionieren.
Dieser Politikwechsel war die Abkehr von der Politik der Diktatur des Proletariats hin zu demokratischen Reformen, ermöglichte andererseits dem PCI die Anerkennung durch die übrigen antifaschistischen Parteien als Teil des demokratischen Spektrums, das über die Beibehaltung der Monarchie oder die Einführung der Republik entschied. Sie ging jedoch einher mit der Entwaffnung der von Kommunisten dominierten Resistenza. Im Ergebnis öffnete sich die Partei weit nach rechts gegenüber den vorher vertretenen Positionen; so verzichtete sie auf größere Verstaatlichungen in der Industrie und erkannte eine starke Rolle der Kirche an. In den Nachkriegsjahren sah Togliatti in der universalistischen Auffassung der katholischen Kirche die Wurzel für einen natürlichen Pazifismus.
Die Wende von Salerno brachte dem PCI aber auch den von Togliatti forcierten Eintritt in die bürgerliche Regierung unter Pietro Badoglio und (ab Juni 1944) Ivanoe Bonomi ein, deren Stellvertretender Ministerpräsident Togliatti von 1944 bis 1945 war. Dem Kabinett von Ferruccio Parri gehörte er zusammen mit dem Christdemokraten Alcide de Gasperi von 1945 bis 1946 als Justizminister an. Mit seinem Namen ist die weitreichende Amnestie unmittelbar nach Kriegsende verbunden, mit der Verbrechen während der faschistischen Diktatur unter Straffreiheit gestellt wurden. Am 14. Juli 1948 wurde ein Attentat auf Togliatti verübt, das er überlebte und das eine Reihe von Streiks zur Folge hatte. Ab 1948 gehörte er für insgesamt vier Legislaturperioden der Camera dei deputati an.
1956 war Togliatti entscheidend an der Entwicklung der Theorie des Polyzentrismus, also der „Einheit in der Vielfalt“ unterschiedlicher politischer Praxis beteiligt. Nach der Niederwerfung des Aufstands in Ungarn durch die Sowjetunion proklamierte er einen eigenen „nationalen Weg zum Sozialismus“.
Unter seiner Führung wuchs die Partei zur zweitstärksten Italiens und zur größten nicht regierenden kommunistischen Partei in Europa. Obwohl sie nach 1946 permanent von der nationalen Regierung ausgeschlossen blieb, stellte sie in vielen Städten den Bürgermeister und blieb nicht ohne Einfluss.
Nachfolger als Generalsekretär des PCI wurde 1964 Luigi Longo, der auch die Veröffentlichung des politischen Testaments Togliattis in der Tageszeitung L’Unità und der Zeitschrift Rinascita veranlasste.

## Ehrungen

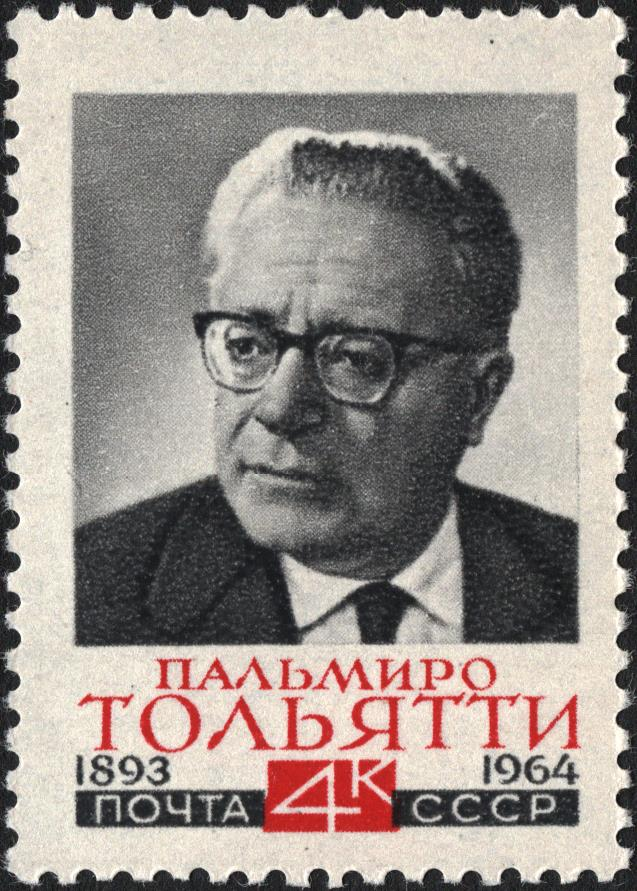
Sowjetische Briefmarke, 1964

### Stawropol/Toljatti
Die russische Stadt Stawropol an der Wolga, in der die Automobilfabrik AwtoWAS (Lada) in Zusammenarbeit mit Fiat errichtet wurde, bei deren Gründung Togliatti hilfreich gewesen war, wurde nach seinem Tod 1964 ihm zu Ehren in Toljatti (Transkription der kyrillischen Schreibung) umbenannt.

### Istituto di Studi Comunisti
Nach Togliatti wurde 1973 die im Dezember 1944 gegründete zentrale Parteihochschule des PCI benannt. Die Schule sollte bereits in den 1950er Jahren nach Togliatti benannt werden, was dieser aber mit dem Satz „Man gibt den Namen einer lebenden Person nicht an eine Organisation weiter, es sei denn, man wünscht ihr den Tod“ abgelehnt habe. So kam es zunächst zu dem neuen Namen Institut für kommunistische Studien, bevor die Schule dann 1973 endgültig den Namenszusatz Palmiro Togliatti erhielt.

## Schriften
- Kampf für Frieden, Demokratie und Sozialismus. Aus Reden und Schriften über den Kampf der italienischen und der deutschen Arbeiterklasse. Dietz-Verlag, Berlin 1965.
- Lektionen über den Faschismus. Verlag Marxistische Blätter, Frankfurt am Main 1973.
- Ausgewählte Reden und Aufsätze. Verlag Marxistische Blätter, Frankfurt am Main 1977, ISBN 3-88012-461-2.
- Die Italienische Kommunistische Partei. Cooperative, Frankfurt am Main 1979, ISBN 3-88442-000-3.